# Приключения учительницы
Приключения учительницы  (фин. Opettajatar seikkailee) — финская комедия 1960 года.

## Сюжет
В класс женской гимназии приходит новая учительница — молодая женщина очень строгих нравов, пуританка, может быть, немножко и ханжа. Свои взгляды она настойчиво пытается привить ученицам. Но озорные гимназистки придумывают для неё целую серию розыгрышей. И чем больше борется с ними учительница, тем в более комичные обстоятельства попадает. Она невольно становится похитительницей картины, вступает в контакт с босяками, оказывается в роли любовницы большого чиновника, попадает в полицию. Она отстаивает свою святую, неземную репутацию, а в результате всё больше «приземляется». В конце комедии она от души веселится вместе со своими ученицами. Пропала искусственность её поведения, натянутость в отношениях с людьми. 
— Егоров Б. Где нынче прописана сатира? — «Октябрь», 1968, № 7, стр 199.
Далее в статье автор задаётся вопросом, возможна ли такая коллизия в советском кино, замечает, что невозможна (посыпались бы жалобы), и сокрушается по этому поводу.

## В ролях
- Лени Катаякоски — Леена Катая
- Томми Ринне — Перти Ринне
- Пиркко Маннола — Ритва Лааксо
- Лео Йокела — Арска
- Аарне Лайне — Еэту
- Ристо Мякеля — Вилле
- Ульяс Кандолин — Коукку, начальник полиции
- Ханнес Хяйринен — Рипатти, полицейский
- Пааво Хуккинен — Ансельми Пельтонен
- Пиа Хаттара — Матильда Пельтонен
- Тойво Мякеля — магистр Петия
- Ирма Сейккула — магистр Тюёнеля
- Арттури Лааксо — директор Сейтеля
- Лиана Каарина — ученица

## Съёмочная группа
- Автор сценария и режиссёр: Аарне Таркас
- Оператор: Олави Туоми
- Композитор: Яакко Сало
- Продюсер: Т. Дж. Сярккя
- Художник: Аарре Койвикко
- Звукорежиссёр: Харальд Койвикко
- Монтажёр: Армас Валасвуо

## Показ в СССР
Премьера в Москве состоялась 26 сентября 1966 года.
Фильм дублирован на Московской киностудии имени М. Горького
- Режиссёр дубляжа: Галина Водяницкая
- Звукооператор: Николай Писарев

Роли дублировали
- Леена Катая — Виктория Радунская
- Перти Ринне — Анатолий Кузнецов
- Ритва Лааксо — Надежда Румянцева
- Коукку — Чеслав Сушкевич
- Арска — Евгений Шутов
- Матильда — Марина Гаврилко
- Ансельми — Вадим Захарченко
- Ученица — Клара Румянова